# Kenny Dies
Kenny Dies is aflevering 78 (#513) van de animatieserie South Park. In Amerika werd de aflevering voor het eerst uitgezonden op 5 december 2001.
De aflevering kan opmerkelijk worden genoemd, omdat Kenny in deze aflevering voor het eerst voor een lange tijd overlijdt. Voorheen ging hij in bijna iedere aflevering dood, om de volgende aflevering weer gewoon op te duiken. Dit is ook de eerste aflevering waarin Kenny's dood serieus wordt genomen. Seizoen 6 staat zelfs voor een deel in het teken van Kenny, wiens ziel uiteindelijk in Cartman terechtkomt omdat hij de as van Kenny in de aflevering A Ladder To Heaven opdrinkt.

## Verhaal
De aflevering begint in een abortuskliniek. Een vrouw staat op het punt abortus te laten verrichten. De dokter vroeg eerst echter of ze toestemming gaf om de foetus te gebruiken voor stamcelonderzoek, wat ze ook deed. Wat later rijdt er een truck, volgeladen met foetussen richting een lab, echter verongelukt die truck omdat die moet uitwijken voor een hert en landt in een ravijn. Ondertussen fietst Cartman (die Morning Train van Sheena Easton aan het zingen is) er langs en de lading wordt gestolen door hem, die hoopt de foetussen door te kunnen verkopen op de zwarte markt. Stan, Kyle en Kenny zijn in een weiland koeienvlaaien in de fik aan het steken, om te zien welke het langste brandt. Dan worden ze geroepen door Butters die zegt dat Cartman iets ongelofelijks heeft gevonden, die foetussen dus. De jongens zijn niet onder de indruk en vertrekken weer. Wat later is Cartman allerlei bedrijven en instanties af aan het bellen met de vraag of ze interesse hebben in de foetussen. Uiteindelijk lukt het hem om een deal te sluiten met een instantie, Alder Research Group, die er onderzoek mee doet. Echter, kort nadat hij de foetussen wil afleveren is er een verbod op stamcelonderzoek geplaatst.
De volgende dag op school zijn Cartman en Kenny er niet, worden Stan en Kyle omgeroepen dat ze naar de directeur moeten komen, waar ze het nieuws krijgen te horen dat Kenny terminaal ziek is en uiteindelijk zal sterven. Kyle, Stan en Sheila gaan dan naar Cartman, waar ze de toestand van Kenny uitleggen en Cartman vragen of hij meegaat naar het ziekenhuis.
Ondertussen ligt Kenny in het ziekenhuis met de ziekte van Duchenne. Het is duidelijk dat zijn dood een stuk permanenter zal zijn dan normaal, want de dood is een van de belangrijkste gebeurtenissen in de afleveringen en het is duidelijk dat Kyle, Cartman en vooral Stan het erg moeilijk hebben met hun terminaal zieke vriend. Iets later gaat Cartman naar diezelfde instantie als gisteren en laat zich door een onderzoeker inlichten hoe stamcellen werken en dat ze misschien Kenny kunnen redden. Uiteindelijk lukt het Cartman om het verbod op stamcelonderzoek terug te draaien door bij het Huis van Afgevaardigden Heat of the Moment door Asia te zingen. Op datzelfde moment krijgen Kyle en Stan ruzie, Kyle vindt dat Stan meer moet meeleven met Kenny, maar hij kan de emoties niet aan en loopt weg bij het ziekenhuis, terug naar het weiland. Dan verschijnt Chef, die hem wat wijze woorden meegeeft.
Stan wil zijn vriend niet dood zien gaan, maar besluit uiteindelijk - mede dankzij de wijze woorden van Chef - toch naar zijn vriend te gaan. Daar blijkt echter dat Kenny al is overleden. Als hij ook nog eens hoort dat Kenny's laatste woorden Waar is Stan? waren, voelt hij zich schuldig en een slechte vriend. Dit blijkt echter Cartman te zijn, die zich nauwelijks bekommert om Kenny's dood maar zich bezig heeft gehouden met stamcellen en zo een Shakey's Pizza heeft gekloond. Dit maakt Kyle echter zo boos dat hij Cartman in elkaar slaat. Stan is echter opgelucht dat Cartman Kenny's slechtste vriend was.

## Kenny's dood
Kenny overlijdt uiteindelijk aan de ziekte van Duchenne. Hierdoor zie je hem de volgende aflevering niet, sterker nog, hij keert pas in de laatste aflevering van seizoen 6 terug.

## Trivia
- Een van de onderzoekers bij Alder Research Group, waar Cartman zijn foetussen aflevert, lijkt op Gordon Freeman uit de computerspelreeks Half-Life.
- In de scene waar Chef bij Stan komt zitten is er voordat Chef gaat zitten een koeienvlaai te zien, en als hij gaat zitten komt er uit het niets een tweede.